# Formule de financement des Territoires
La Formule de financement des Territoires (FFT) est une prestation sociale annuelle et inconditionnelle du gouvernement canadien au bénéfice des trois territoires du Canada, le Yukon, les Territoires du Nord-Ouest et le Nunavut, pour appuyer la prestation des services publics.
Une portion significative des ressources financières des gouvernements des territoires provient du fédéral à travers le FFT. Par exemple, durant l’année fiscale 2005-2006, le FFT était approximativement 61 % du total des ressources financières du Yukon, 66 % de ceux des Territoires du Nord-Ouest et 81 % de ceux du Nunavut.